# باندو، ایباراکی
باندو در استان ایباراکی در کشور ژاپن واقع شده است  که دارای جمعیت ۵۷٬۱۲۸ نفر و مساحت ۱۲۳٫۱۸ کیلومتر مربع با تراکم جمعیت 464  نفر در کیلومترمربع است و در تاریخ ۲۲ مارس ۲۰۰۵ به عنوان شهر شناخته شد.